# جوليا سامسون هايوارد
جوليا سامسون هايوارد (بالإنجليزية: Julia Sampson Hayward)‏ (مواليد 2 فبراير 1934 في لوس أنجلوس - 27 ديسمبر 2011 في نيوبورت بيتش)، كانت لاعبة كرة مضرب أمريكية سابقة، اعتزلت اللعب في 1958. كما أنها إحدى بطلات الجراند سلام.